# James Timpson
William James Timpson, baron Timpson (né le 17 septembre 1971) est un homme d'affaires et homme politique britannique qui est ministre d'État chargé des prisons, de la libération conditionnelle et de la probation depuis 2024. Il est directeur général du groupe Timpson, propriété de son père John Timpson, de 2002 à juillet 2024.

## Carrière
Timpson est né à Knutsford, Cheshire, le 17 septembre 1971, fils de John et Alex Timpson. Son frère cadet Edward est député conservateur pendant 14 des 16 années entre 2008 et 2024. Timpson fréquente l'Uppingham School et obtient un baccalauréat ès arts en géographie de l'Université de Durham avant de rejoindre son entreprise familiale.
Il est nommé Officier de l'Ordre de l'Empire britannique (OBE) dans la liste des distinctions honorifiques d'anniversaire de 2011 pour services rendus à la formation et à l'emploi des personnes défavorisées. Timpson est nommé lieutenant adjoint (DL) du Cheshire le 11 octobre 2019.
Connu pour prôner l'emploi des anciens détenus, il préside le Forum des employeurs pour la réduction de la récidive (EFFRR) jusqu'en 2016, et devient président du Prison Reform Trust la même année. Il fonde également le réseau du Conseil consultatif pour l'emploi dans l'ensemble du domaine pénitentiaire, qui relie les prisons aux employeurs pour améliorer les opportunités d'emploi des ex-délinquants après leur libération.
En novembre 2018, Timpson est sélectionné pour coprésider l'un des cinq nouveaux conseils d'affaires par le Premier ministre Theresa May afin de conseiller sur la manière de créer les meilleures conditions pour les entreprises britanniques après le Brexit. Il est coprésident du Conseil des petites entreprises, des scale-ups et des entrepreneurs, aux côtés de Brent Hoberman et Emma Jones.
En mars 2021, il est reconduit dans ses fonctions d'administrateur de la Tate par le Premier ministre Boris Johnson, pour une période de quatre ans. Il remplace Jonathon Porritt au poste de chancelier de l'Université de Keele en juin 2022.
Timpson écrit une chronique sur les affaires et le leadership pour le Sunday Times tout au long de l'année 2021, ce qui inspire son livre The Happy Index: Lessons in Upside-Down Management, publié en février 2024.
En juillet 2024, Timpson est nommé ministre d'État chargé des prisons, de la libération conditionnelle et de la probation au sein du ministère Starmer après la victoire du Parti travailliste aux élections générales de 2024,. En raison de cette nomination, il démissionne de ses fonctions de directeur général de Timpson et de président du Prison Reform Trust. Il reçoit une pairie à vie et est créé baron Timpson, de Manley dans le comté de Cheshire, le 18 juillet et présenté à la Chambre des Lords le 22 juillet.